# Società Sportiva Juve Stabia 2023-2024
Questa voce raccoglie le informazioni riguardanti la Società Sportiva Juve Stabia nelle competizioni ufficiali della stagione 2023-2024.

## Stagione
La stagione 2023-2024 è stata per la Juve Stabia la 40ª partecipazione nella terza serie del Campionato italiano di calcio.
Nel mese di giugno 2023 è stato presentato il nuovo tecnico dei gialloblù, Guido Pagliuca.
Il ritiro precampionato si è svolto ad Alfedena in Abruzzo dal 22 luglio al 2 agosto 2023.
Il debutto stagionale avviene il 3 settembre 2023 in campionato, nell'incontro in trasferta contro il Monterosi Tuscia, concluso con la vittoria per 1 a 3 dei gialloblù.
Il 4 ottobre c'è l'esordio nella Coppa Italia Serie C, nell'incontro valido per il primo turno eliminatorio le Vespe sconfiggono 6 a 5 ai rigori il Potenza; l'8 novembre, nel secondo turno, vincono il derby regionale contro la Turris per 3 a 5 ai tempi supplementari. Agli ottavi di finale, giocati il 29 novembre, derby regionale, stavolta in casa dell'Avellino, che vince per 1 a 0 ed eliminando i gialloblù dal torneo.
Dopo una stagione sempre in vetta alla classifica, l'8 aprile 2024, pareggiando (0-0) in casa del Benevento, i gialloblù conquistano la matematica promozione in Serie B con tre giornate di anticipo. Tornando in Serie B dopo quattro stagioni di assenza.
Come vincente del girone C, la squadra partecipa alla Supercoppa Serie C contro Mantova e Cesena, arrivando terza dopo aver collezionato un pareggio e una sconfitta.

## Divise e sponsor
Per la stagione 2023-2024 lo sponsor tecnico è Givova, i main sponsor sono Plinio medical center, La Minopoli e Starcasinò.sport, mentre i back sponsor sono Expert e Ds Glass.
| Casa | Trasferta | Terza divisa |

## Organigramma societario
Tratto dal sito ufficiale.
Area direttiva
- Presidente: Andrea Langella[19]
- Vice presidente: Vincenzo D’Elia, Fabio De Lillo[20]
- Amministratore Unico: Filippo Polcino
- Direttore generale: Ferdinando Elefante[21]

Area sanitaria
- Responsabile: Giuseppe Aucello
- Medici sociali: Giovanni Porpora
- Staff Sanitario: Ciro Nastro, Mario Aurino, Gaetano Nastro

Area organizzativa
- Segretario generale: Alfonso Manzo
- Club Manager: Sebastiano Vaia[22]
- Team Manager:	Giuseppe Di Maio
- Addetto agli Arbitri: Pasquale Sergio[23]
- Responsabile Gos: Francesco Maglione

Area comunicazione
- Responsabile: Ciro Novellino
- Ufficio stampa: Mattia Molinari, Giovanni Esposito

Area marketing
- Ufficio marketing: Felice Biasco

Area tecnica
- Direttore sportivo: Matteo Lovisa[25][26][27][28][29]
- Allenatore: Guido Pagliuca
- Allenatore in seconda: Nazzareno Tarantino[30][31]
- Collaboratore tecnico: Paolo Carolei, Davide Di Grezia, Francesco Di Capua
- Preparatore atletico: Raffaele La Penna
- Preparatore dei portieri: Amedeo Petrazzuolo[32]
- Match Analyst: Riccardo Carbone

## Rosa
Tratto dal sito ufficiale.
In  corsivo i giocatori ceduti a stagione in corso.
Rosa aggiornata al 1º febbraio 2024
| N. |                    | Ruolo | Calciatore            |
| -- | ------------------ | ----- | --------------------- |
| 1  | Italia (bandiera)  | P     | Alessandro Signorini  |
| 2  | Italia (bandiera)  | D     | Aniello Boccia        |
| 3  | Italia (bandiera)  | D     | Alessandro La Rosa    |
| 4  | Italia (bandiera)  | C     | Lorenzo Carbone       |
| 5  | Italia (bandiera)  | C     | Sergio Maselli        |
| 6  | Italia (bandiera)  | D     | Marco Bellich         |
| 7  | Italia (bandiera)  | A     | Federico Romeo        |
| 8  | Italia (bandiera)  | C     | Davide Buglio         |
| 9  | Italia (bandiera)  | A     | Andrea Adorante       |
| 10 | Italia (bandiera)  | A     | Accursio Bentivegna   |
| 10 | Italia (bandiera)  | C     | Christian Pierobon    |
| 11 | Italia (bandiera)  | A     | Kevin Piscopo         |
| 13 | Italia (bandiera)  | D     | Matteo Baldi          |
| 14 | Italia (bandiera)  | C     | Marco Meli            |
| 17 | Italia (bandiera)  | A     | Mariano Guarracino    |
| 18 | Italia (bandiera)  | A     | Vincenzo Della Pietra |
| 18 | Italia (bandiera)  | A     | Ottavio Garau         |
| 19 | Italia (bandiera)  | D     | Daniele Mignanelli    |
| 20 | Senegal (bandiera) | P     | Demba Thiam           |
| 21 | Italia (bandiera)  | D     | Matteo Bachini        |

| N. |                   | Ruolo | Calciatore               |
| -- | ----------------- | ----- | ------------------------ |
| 22 | Italia (bandiera) | P     | Davide Lauritano         |
| 23 | Italia (bandiera) | D     | Francesco Folino         |
| 24 | Italia (bandiera) | C     | Stefano Selvaggio        |
| 25 | Italia (bandiera) | C     | Alberto Gerbo (capitano) |
| 26 | Italia (bandiera) | D     | Francesco D'Amore        |
| 27 | Italia (bandiera) | A     | Leonardo Candellone      |
| 28 | Italia (bandiera) | D     | Cristian Andreoni        |
| 29 | Italia (bandiera) | A     | Pasquale Faccetti        |
| 30 | Italia (bandiera) | A     | Mario Aprea              |
| 31 | Italia (bandiera) | A     | Pietro Rovaglia          |
| 32 | Italia (bandiera) | P     | Matteo Esposito          |
| 33 | Italia (bandiera) | C     | Bilal Erradi             |
| 44 | Italia (bandiera) | D     | Michele Picardi          |
| 55 | Italia (bandiera) | C     | Giuseppe Leone           |
| 61 | Italia (bandiera) | C     | Gennaro Ruggiero         |
| 70 | Italia (bandiera) | A     | Pasquale Marranzino      |
| 77 | Italia (bandiera) | D     | Alessandro Vimercati     |
| 91 | Italia (bandiera) | D     | Luca Stanga              |
| 98 | Italia (bandiera) | C     | Nicola Mosti             |
| 99 | Italia (bandiera) | A     | Enrico Piovanello        |

## Calciomercato

### Sessione estiva(dal 1º/7 al 1º/9)
| Acquisti | Acquisti             | Acquisti     | Acquisti   |
| R.       | Nome                 | da           | Modalità   |
| -------- | -------------------- | ------------ | ---------- |
| P        | Alessandro Signorini | Chiantigiana | definitivo |
| P        | Demba Thiam          | SPAL         | prestito   |
| D        | Marco Bellich        | L.R. Vicenza | definitivo |
| D        | Matteo Baldi         | Triestina    | definitivo |
| D        | Matteo Bachini       | Lucchese     | definitivo |
| D        | Alessandro La Rosa   | Pordenone    | definitivo |
| D        | Francesco Folino     | Carrarese    | prestito   |
| C        | Francesco D’Amore    | Cavese       | definitivo |
| C        | Gennaro Ruggiero     | Real Aversa  | definitivo |
| C        | Giuseppe Leone       | Siena        | definitivo |
| C        | Davide Buglio        | Siena        | definitivo |
| C        | Stefano Selvaggio    | Sorrento     | definitivo |
| C        | Federico Romeo       | Fermana      | definitivo |
| A        | Pietro Rovaglia      | Ternana      | prestito   |
| A        | Enrico Piovanello    | Padova       | definitivo |
| A        | Pasquale Marranzino  | Napoli       | prestito   |
| A        | Leonardo Candellone  | Napoli       | definitivo |
| A        | Kevin Piscopo        | Pordenone    | definitivo |

| Cessioni | Cessioni          | Cessioni         | Cessioni              |
| R.       | Nome              | a                | Modalità              |
| -------- | ----------------- | ---------------- | --------------------- |
| P        | Davide Barosi     | Ascoli           | definitivo            |
| P        | Danilo Russo      | Giugliano        | definitivo            |
| D        | Marco Caldore     | Giugliano        | definitivo            |
| D        | Davide Cinaglia   | Monterosi Tuscia | definitivo            |
| C        | Daniele Altobelli | Monterosi Tuscia | risoluzione contratto |
| C        | Luca Berardocco   | Giugliano        | definitivo            |
| C        | Manuel Ricci      | Reggina          | risoluzione contratto |
| A        | Luca Pandolfi     | Cosenza          | fine prestito         |

### Operazioni esterne alle sessioni
| Acquisti | Acquisti          | Acquisti  | Acquisti   |
| R.       | Nome              | da        | Modalità   |
| -------- | ----------------- | --------- | ---------- |
| D        | Cristian Andreoni | Pordenone | definitivo |
| C        | Marco Meli        | Siena     | definitivo |

| Cessioni | Cessioni              | Cessioni  | Cessioni              |
| R.       | Nome                  | a         | Modalità              |
| -------- | --------------------- | --------- | --------------------- |
| C        | Stefano Selvaggio     | Portici   | risoluzione contratto |
| C        | Lorenzo Carbone       | NF Ardea  | risoluzione contratto |
| A        | Vincenzo Della Pietra | Aglianese | risoluzione contratto |

### Sessione invernale(dal 2/1 al 1º/2)
| Acquisti | Acquisti               | Acquisti  | Acquisti   |
| R.       | Nome                   | da        | Modalità   |
| -------- | ---------------------- | --------- | ---------- |
| D        | Luca Stanga            | Lecco     | prestito   |
| C        | Nicola Mosti           | Modena    | prestito   |
| C        | Christian Pierobon     | Verona    | definitivo |
| A        | Andrea Adorante        | Triestina | prestito   |
| A        | Ottavio Gabriele Garau | Ternana   | prestito   |

| Cessioni | Cessioni             | Cessioni  | Cessioni   |
| R.       | Nome                 | a         | Modalità   |
| -------- | -------------------- | --------- | ---------- |
| D        | Aniello Boccia       | Giugliano | definitivo |
| D        | Alessandro Vimercati | Südtirol  | definitivo |
| C        | Sergio Maselli       | Giugliano | definitivo |
| A        | Accursio Bentivegna  | Novara    | prestito   |
| A        | Pietro Rovaglia      | Casertana | prestito   |

## Risultati

### Coppa Italia Serie C

#### Turni eliminatori
| Arbitro: | Gianquinto (Parma) |

|                                           |                  |                                               |
| D'Amore 90+2’ Picardi 108’                | Marcatori        | 53’ Gagliano 98’ Asencio                      |
| Meli Rovaglia D’Amore Faccetti Guarracino | Tiri di rigore – | Di Grazia Saporiti Asencio G. Volpe Maddaloni |

| Arbitro: | Ancora (Roma) |

|                                                |           |                                                                       |
| Pavone 48’ Matera 51’ (rig.) Scaccabarozzi 86’ | Marcatori | 2’ Bentivegna 41’ Marranzino 90’ Vimercati 106’ Piovanello 115’ Aprea |

#### Fase finale
| Arbitro: | Andreano (Prato) |

|              |           |  |
| Patierno 55’ | Marcatori |  |

### Supercoppa di Serie C
| Arbitro: | Pezzopane (L’Aquila) |

|            |           |                                                               |
| Buglio 57’ | Marcatori | 19’ Wieser 33’ Fiori 45+3’ Bragantini 90+6’ (rig.) Monachello |

| Arbitro: | De Angeli (Milano) |

|                         |           |                        |
| Kargbo 61’ Ogunseye 65’ | Marcatori | 20’ Mosti 27’ Adorante |

## Statistiche

### Statistiche di squadra
Statistiche aggiornate al 19 maggio 2024
| Competizione         | Punti | In casa | In casa | In casa | In casa | In casa | In casa | In trasferta | In trasferta | In trasferta | In trasferta | In trasferta | In trasferta | Totale | Totale | Totale | Totale | Totale | Totale | DR  |
| Competizione         | Punti | G       | V       | N       | P       | Gf      | Gs      | G            | V            | N            | P            | Gf           | Gs           | G      | V      | N      | P      | Gf     | Gs     | DR  |
| -------------------- | ----- | ------- | ------- | ------- | ------- | ------- | ------- | ------------ | ------------ | ------------ | ------------ | ------------ | ------------ | ------ | ------ | ------ | ------ | ------ | ------ | --- |
| Serie C              | 79    | 19      | 13      | 6       | 0       | 29      | 7       | 19           | 9            | 7            | 3            | 28           | 17           | 38     | 22     | 13     | 3      | 57     | 24     | +33 |
| Coppa Italia Serie C | -     | 1       | 0       | 1       | 0       | 2       | 2       | 2            | 0            | 1            | 1            | 3            | 4            | 3      | 0      | 2      | 1      | 5      | 6      | -1  |
| Supercoppa Serie C   | 0     | 1       | 0       | 0       | 1       | 1       | 4       | 0            | 0            | 0            | 0            | 0            | 0            | 1      | 0      | 0      | 1      | 1      | 4      | -3  |
| Totale               | -     | 21      | 13      | 7       | 1       | 32      | 13      | 21           | 9            | 8            | 4            | 31           | 21           | 42     | 22     | 15     | 5      | 63     | 34     | +29 |

### Andamento in campionato
| Giornata  | 1 | 2 | 3 | 4 | 5 | 6 | 7 | 8 | 9 | 10 | 11 | 12 | 13 | 14 | 15 | 16 | 17 | 18 | 19 | 20 | 21 | 22 | 23 | 24 | 25 | 26 | 27 | 28 | 29 | 30 | 31 | 32 | 33 | 34 | 35 | 36 | 37 | 38 |
| --------- | - | - | - | - | - | - | - | - | - | -- | -- | -- | -- | -- | -- | -- | -- | -- | -- | -- | -- | -- | -- | -- | -- | -- | -- | -- | -- | -- | -- | -- | -- | -- | -- | -- | -- | -- |
| Luogo     | T | C | T | C | T | C | T | C | T | T  | C  | T  | C  | C  | T  | C  | T  | C  | T  | C  | T  | C  | T  | C  | T  | C  | T  | C  | C  | T  | C  | T  | T  | C  | T  | C  | T  | C  |
| Risultato | V | V | N | V | N | V | N | V | V | P  | V  | V  | N  | N  | V  | V  | N  | V  | V  | N  | N  | N  | V  | V  | V  | N  | P  | V  | V  | V  | V  | P  | V  | V  | N  | N  | N  | V  |
| Posizione | 1 | 2 | 4 | 1 | 2 | 1 | 1 | 1 | 1 | 1  | 1  | 1  | 1  | 1  | 1  | 1  | 1  | 1  | 1  | 1  | 1  | 1  | 1  | 1  | 1  | 1  | 1  | 1  | 1  | 1  | 1  | 1  | 1  | 1  | 1  | 1  | 1  | 1  |

Fonte: Lega Pro
Legenda:

Luogo: C = Casa; T = Trasferta. Risultato: V = Vittoria; N = Pareggio; P = Sconfitta.

### Statistiche dei giocatori
In corsivo i calciatori ceduti a stagione in corso.
| Giocatore       | Serie C  | Serie C | Serie C     | Serie C    | Coppa Italia Serie C | Coppa Italia Serie C | Coppa Italia Serie C | Coppa Italia Serie C | Supercoppa Serie C | Supercoppa Serie C | Supercoppa Serie C | Supercoppa Serie C | Totale   | Totale | Totale      | Totale     |
| Giocatore       | Presenze | Reti    | Ammonizioni | Espulsioni | Presenze             | Reti                 | Ammonizioni          | Espulsioni           | Presenze           | Reti               | Ammonizioni        | Espulsioni         | Presenze | Reti   | Ammonizioni | Espulsioni |
| --------------- | -------- | ------- | ----------- | ---------- | -------------------- | -------------------- | -------------------- | -------------------- | ------------------ | ------------------ | ------------------ | ------------------ | -------- | ------ | ----------- | ---------- |
| A. Adorante     | 18       | 12      | 1           | 0          | 0                    | 0                    | 0                    | 0                    | 2                  | 1                  | 0                  | 0                  | 20       | 13     | 1           | 0          |
| C. Andreoni     | 24       | 0       | 2           | 0          | 1                    | 0                    | 0                    | 0                    | 2                  | 0                  | 0                  | 0                  | 27       | 0      | 2           | 0          |
| M. Aprea        | 0        | 0       | 0           | 0          | 3                    | 0                    | 0                    | 0                    | 0                  | 0                  | 0                  | 0                  | 3        | 0      | 0           | 0          |
| M. Bachini      | 35       | 0       | 2           | 0          | 0                    | 0                    | 0                    | 0                    | 0                  | 0                  | 0                  | 0                  | 35       | 0      | 2           | 0          |
| M. Baldi        | 31       | 1       | 6           | 0          | 1                    | 0                    | 0                    | 0                    | 0                  | 0                  | 0                  | 0                  | 32       | 1      | 6           | 0          |
| M. Bellich      | 37       | 8       | 7           | 0          | 0                    | 0                    | 0                    | 0                    | 2                  | 0                  | 1                  | 0                  | 39       | 8      | 8           | 0          |
| A. Bentivegna   | 8        | 0       | 1           | 0          | 2                    | 1                    | 0                    | 0                    | 0                  | 0                  | 0                  | 0                  | 10       | 1      | 1           | 0          |
| A. Boccia       | 0        | 0       | 0           | 0          | 0                    | 0                    | 0                    | 0                    | 0                  | 0                  | 0                  | 0                  | 0        | 0      | 0           | 0          |
| D. Buglio       | 35       | 0       | 10          | 0          | 0                    | 0                    | 0                    | 0                    | 2                  | 1                  | 0                  | 0                  | 37       | 1      | 10          | 0          |
| L. Candellone   | 34       | 10      | 10          | 0          | 0                    | 0                    | 0                    | 0                    | 2                  | 0                  | 0                  | 0                  | 36       | 10     | 10          | 0          |
| L. Carbone      | 0        | 0       | 0           | 0          | 0                    | 0                    | 0                    | 0                    | 0                  | 0                  | 0                  | 0                  | 0        | 0      | 0           | 0          |
| F. D'Amore      | 3        | 0       | 1           | 0          | 3                    | 1                    | 0                    | 0                    | 1                  | 0                  | 1                  | 0                  | 7        | 1      | 2           | 0          |
| V. Della Pietra | 0        | 0       | 0           | 0          | 0                    | 0                    | 0                    | 0                    | 0                  | 0                  | 0                  | 0                  | 0        | 0      | 0           | 0          |
| B. Erradi       | 29       | 2       | 3           | 1          | 3                    | 0                    | 0                    | 0                    | 0                  | 0                  | 0                  | 0                  | 32       | 2      | 3           | 1          |
| M. Esposito     | 2        | -2      | 0           | 0          | 3                    | -4                   | 0                    | 0                    | 0                  | 0                  | 0                  | 0                  | 5        | -6     | 0           | 0          |
| P. Faccetti     | 0        | 0       | 0           | 0          | 2                    | 0                    | 0                    | 0                    | 0                  | 0                  | 0                  | 0                  | 2        | 0      | 0           | 0          |
| F. Folino       | 24       | 1       | 0           | 0          | 3                    | 0                    | 1                    | 0                    | 2                  | 0                  | 2                  | 0                  | 29       | 1      | 3           | 0          |
| O. Garau        | 2        | 0       | 0           | 0          | 0                    | 0                    | 0                    | 0                    | 0                  | 0                  | 0                  | 0                  | 2        | 0      | 0           | 0          |
| A. Gerbo        | 17       | 0       | 4           | 0          | 3                    | 0                    | 2                    | 0                    | 0                  | 0                  | 0                  | 0                  | 20       | 0      | 6           | 0          |
| M. Guarracino   | 6        | 1       | 0           | 0          | 3                    | 0                    | 1                    | 0                    | 0                  | 0                  | 0                  | 0                  | 9        | 1      | 1           | 0          |
| A. La Rosa      | 2        | 0       | 0           | 0          | 3                    | 0                    | 0                    | 0                    | 0                  | 0                  | 0                  | 0                  | 5        | 0      | 0           | 0          |
| D. Lauritano    | 0        | -0      | 0           | 0          | 0                    | -0                   | 0                    | 0                    | 0                  | 0                  | 0                  | 0                  | 0        | 0      | 0           | 0          |
| G. Leone        | 36       | 2       | 9           | 0          | 0                    | 0                    | 0                    | 0                    | 2                  | 0                  | 0                  | 0                  | 38       | 2      | 9           | 0          |
| P. Marranzino   | 8        | 0       | 0           | 1          | 3                    | 1                    | 0                    | 0                    | 0                  | 0                  | 0                  | 0                  | 11       | 1      | 0           | 1          |
| S. Maselli      | 4        | 0       | 0           | 0          | 4                    | 0                    | 1                    | 0                    | 0                  | 0                  | 0                  | 0                  | 8        | 0      | 1           | 0          |
| M. Meli         | 25       | 4       | 4           | 1          | 2                    | 0                    | 2                    | 0                    | 2                  | 0                  | 0                  | 0                  | 29       | 4      | 6           | 1          |
| D. Mignanelli   | 33       | 4       | 10          | 0          | 1                    | 0                    | 0                    | 0                    | 2                  | 0                  | 1                  | 0                  | 36       | 4      | 11          | 0          |
| N. Mosti        | 17       | 1       | 2           | 0          | 0                    | 0                    | 0                    | 0                    | 2                  | 1                  | 0                  | 0                  | 19       | 2      | 2           | 0          |
| M. Picardi      | 2        | 0       | 1           | 0          | 3                    | 0                    | 1                    | 0                    | 0                  | 0                  | 0                  | 0                  | 5        | 0      | 2           | 0          |
| C. Pierobon     | 7        | 0       | 1           | 0          | 0                    | 0                    | 0                    | 0                    | 2                  | 0                  | 0                  | 0                  | 9        | 0      | 1           | 0          |
| E. Piovanello   | 23       | 3       | 3           | 0          | 1                    | 0                    | 0                    | 0                    | 2                  | 0                  | 0                  | 0                  | 26       | 3      | 3           | 0          |
| K. Piscopo      | 36       | 4       | 8           | 0          | 0                    | 0                    | 0                    | 0                    | 2                  | 0                  | 0                  | 0                  | 38       | 4      | 8           | 0          |
| F. Romeo        | 30       | 4       | 8           | 1          | 0                    | 0                    | 0                    | 0                    | 2                  | 0                  | 1                  | 0                  | 32       | 4      | 9           | 1          |
| P. Rovaglia     | 13       | 0       | 0           | 0          | 2                    | 0                    | 1                    | 0                    | 0                  | 0                  | 0                  | 0                  | 15       | 0      | 1           | 0          |
| G. Ruggiero     | 0        | 0       | 0           | 0          | 2                    | 0                    | 0                    | 0                    | 0                  | 0                  | 0                  | 0                  | 2        | 0      | 0           | 0          |
| S. Selvaggio    | 0        | 0       | 0           | 0          | 0                    | 0                    | 0                    | 0                    | 0                  | 0                  | 0                  | 0                  | 0        | 0      | 0           | 0          |
| A. Signorini    | 1        | -0      | 0           | 0          | 0                    | -0                   | 0                    | 0                    | 0                  | 0                  | 0                  | 0                  | 1        | 0      | 0           | 0          |
| L. Stanga       | 1        | 0       | 0           | 0          | 0                    | 0                    | 0                    | 0                    | 0                  | 0                  | 0                  | 0                  | 1        | 0      | 0           | 0          |
| D. Thiam        | 36       | -22     | 3           | 0          | 0                    | -0                   | 0                    | 0                    | 2                  | -6                 | 0                  | 0                  | 38       | -28    | 3           | 0          |
| A. Vimercati    | 0        | 0       | 0           | 0          | 2                    | 1                    | 1                    | 0                    | 0                  | 0                  | 0                  | 0                  | 2        | 1      | 1           | 0          |

## Giovanili

### Organigramma
Tratto dal sito ufficiale.
Area direttiva
- Responsabile: Saby Mainolfi
- Direttore Settore Giovanile: Roberto Amodio
- Segretario settore giovanile: Vincenzo Esposito

Primavera 3
- Allenatore: Giorgio Lucenti
- Allenatore in seconda: Paolo Carolei
- Preparatore atletico: Piro Paride

Allievi Nazionali Under-16
- Allenatore: Eugenio Romano

Allievi Nazionali Under-17
- Allenatore: Michele Sacco

Giovanissimi Nazionali Under-15
- Allenatore: Francesco Criscuoli

### Piazzamenti
- Primavera 3:
  - Campionato Primavera 3[133]: 3º
    - Play-off: Finalista nazionale[134]
- Juniores Regionali Under-19:
  - Serie C: 2º[135]
- Allievi Nazionali Under-17:
  - Serie C: 8º[136]
- Allievi Nazionali Under-16:
  - Serie C: 5º[137]
- Giovanissimi Nazionali Under-15:
  - Serie C: 3º[138]
- Giovanissimi Regionali Under-15:
  - Campionato regionale: 2º[139]